# Cycas glauca
Cycas glauca är en kärlväxtart som beskrevs av Hort. och Friedrich Anton Wilhelm Miquel. Cycas glauca ingår i släktet Cycas, och familjen Cycadaceae. IUCN kategoriserar arten globalt som otillräckligt studerad. Inga underarter finns listade i Catalogue of Life.